# Марцелюв (гміна Пйонкі)
Марцелюв (пол. Marcelów) — село в Польщі, у гміні Пйонки Радомського повіту Мазовецького воєводства.